# Oceanobdella blennii
Oceanobdella blennii är en ringmaskart som först beskrevs av Knight-Jones 1940.  Oceanobdella blennii ingår i släktet Oceanobdella, och familjen fiskiglar. Arten har ej påträffats i Sverige.